# Suran
Shin Su-ran (Hangul: 신수란; nascida em 15 de julho de 1986), mais conhecida como Suran (Hangul: 수란), e também por seus pseudônimos artísticos Elena (Hangul: 엘에나) e Baily Shoo (Hangul: 베일리 슈), é uma cantora-compositora, designer de som e produtora sul-coreana. Ela debutou na dupla Lodia, em 9 de julho de 2014, com o single "I Got a Feeling"  e mais tarde como uma cantora solo com o single "I Feel". É reconhecida por seu single "Wine", lançado em 2017, produzido por SUGA do BTS e com a participação do rapper Changmo. 

## Biografia

### 2010—2014: LODIA, I Feel
Suran estudava ciência da computação e não tinha começado a cantar até os seus 20 anos. Quando seu interesse em música cresceu, ela começou a cantar ocasionalmente e não profissionalmente covers em diversos lugares, incluindo bares, sob o nome de Baily Shoo.
Em julho de 2014, ela estreou - sob o nome de Elena - com a dupla Lodia, junto com Effy, e um único single foi lançado, "I Got a Feeling"; a dupla não teve um grande reconhecimento e se desfez sem nenhum aviso. Mais tarde, no dia 12 de dezembro do mesmo ano, ela debutou como uma cantora solo usando, dessa vez, o seu próprio nome como nome artístico. Seu single de debut solo foi "I Feel", cujo fez seu vocal ser reconhecido e classificado como uma das vozes que lideraria a cena de K-Hip-Hop e K-R&B.

### 2015—2016: Calling In Love, Paradise Go, Ddaeng, So Far Away e Winter Bird
Em 2015, o seu segundo single "Calling In Love", com o rapper Beenzino, foi lançado e atraiu muita atenção entre os fãs de K-Pop. No ano seguinte, em junho de 2016, Suran lançou a música ''Ddaeng", com a Hwasa do MAMAMOO, conhecida por ter uma batida viciante e alegre, retratando em sua letra uma mulher que foi traída. Em agosto, Suran lançou "Paradise Go", uma música de verão refrescante.
No dia 15 de agosto de 2016, Suran foi uma das colaborações do rapper SUGA, do BTS, em uma das faixas de sua mixtape. Os dois cantam "So Far Away", uma canção calma e cheia de mensagens de apoio para os ouvintes, marcada pelo rap forte de SUGA e pela voz doce de Suran. A música deu reconhecimento imediato para Suran na época e fez mais pessoas a acompanharem.
Mais tarde, em dezembro, a cantora lançou o single "Winter Bird", e, com ele uma carta: 
Oi. Sou eu, Suran. Vocês já se machucaram com o amor que os fizeram sentir num dia triste de inverno? Assim, se você ainda acredita no amor, eu queria cantar essa música para você. Foi tão doloroso que eu não consigo esquecer e nem será esquecido; então eu quero colocar essas memórias nessa música, e deixar que este "pássaro de inverno" voe para longe. Como uma flor desabrochando em um deserto solitário, mesmo que nós estejamos machucados, vamos acreditar nessa coisa que chamamos de amor. Com o meu coração, eu quero que essa música seja a força para aqueles que foram machucados por isso, assim como o meu pássaro de inverno.
Suran.

### 2017—presente: Wine,Walkin', Love Story
Em abril de 2017, foi anunciado que uma colaboração entre Suran, SUGA e Changmo, chamada de "Wine (em coreano, a música se traduz como "If I Get Drunk Today"). A música tornou-se um sucesso instantâneo, chegando a acompanhar no topo dos charts musicais o sucesso estrondoso de IU, "Pallete". Ela é a música conhecida por ter dado, além da fama atual que a Suran possui, diversos prêmios e elogios por suas voz capaz de produzir tons e cantos únicos. Além disso, "Wine" é o pré-single do seu primeiro mini-álbum Walkin'. 
No dia 31 de maio, foi realizada uma showcase para a imprensa ouvir o seu mini-álbum, e nela Suran compartilhou suas experiências colaborando com SUGA. Suran mencionou: "Eu tive a oportunidade de trabalhar com SUGA quando fui colaborei com ele para uma das músicas de sua mixtape. Depois disso, nós mantivemos contato para conversar sobre música e foi nesse tempo que eu comecei a gostar de trabalhar sozinha na minha música de um jeito sombrio e solitário."
Ela continua, "Mas, desde que eu fiquei a maioria do tempo trabalhando sozinha, eu me senti deprimida. Foi um tempo muito difícil por mim e SUGA foi quem me estendeu a mão. Quando SUGA disse que queria me ajudar e expressou o seu querer de trabalhar comigo, eu fui até seu estudo e escutei uma parte da melodia de "Wine". Era tão alegre que me fez me sentir feliz e eu disse que queria trabalhar com ele". Suran disse ter ficado muito surpresa em ver que a música foi para o topo dos charts e se sentiu muito agradecida.
O principal single de seu mini foi também produzida por um famoso produtor-cantor, DEAN - diz ela que a batida foi um presente. "1+1=0" é uma canção que representa, sarcasticamente, o estresse de pessoas que só trabalham e trabalham e estão sobrecarregadas com muitas coisas na vida. O título também serve como um enigma: 1, em coreano, lê-se 'ill (일)' e a mesma palavra também pode significar trabalho. Então, "Trabalho + Trabalho = Nada".
Walkin' entrou para a lista da Billboard "20 melhores álbuns de Kpop de 2017", na 9ª posição.
No final do ano, em novembro, ela lançou o single "Love Story" com o cantor Crush. 
Depois de um ano em hiatus, apenas lançando colaborações com outros artistas e músicas para trilha sonoras de doramas, Suran anunciou o seu comeback com "Hide&Seek", produzida pelo guitarrista Jo Jung Chi, o primeiro single do seu segundo mini-álbum, que estará previsto para março.

## Discografia

### Extended plays
| Título  | Detalhes do álbum | Posições no chart | Vendas |
| Título  | Detalhes do álbum | KOR               | Vendas |
| ------- | --- | ----------------- | ------ |
| Walkin' | - Lançado Em: 2 De Junho De 2017 - Gravadora: Million Market, LOEN Entertainment - Formatos: CD, download digital Track listing 1. Walking 2. 1+1=0 feat. Dean 3. Wine (오늘 취하면) feat. Changmo 4. Babybaby (짤짤매줘) 5. Yo (해요) feat. Swings |                   | TBA    |

### Singles
| Título                                                                  | Ano                    | Posições no chart      | Vendas (DL)            | Álbum                         |
| Título                                                                  | Ano                    | KOR                    | Vendas (DL)            | Álbum                         |
| Como artista principal                                                  | Como artista principal | Como artista principal | Como artista principal | Como artista principal        |
| ----------------------------------------------------------------------- | ---------------------- | ---------------------- | ---------------------- | ----------------------------- |
| "I Feel"                                                                | 2014                   | —                      | —                      | Non-album singles             |
| "Calling In Love" feat. Beenzino                                        | 2015                   | —                      | —                      | Non-album singles             |
| "Ddang" (땡땡땡) feat. Hwasa                                            | 2016                   | —                      | —                      | Non-album singles             |
| "Paradise Go" (떠날랏꼬)                                                | 2016                   | —                      | —                      | Non-album singles             |
| "Winter Bird" (겨울새)                                                  | 2016                   | —                      | —                      | Non-album singles             |
| "Wine" (오늘 취하면) prod. Suga feat. Changmo                           | 2017                   | 2                      | - KOR: 476,153+        | Walkin'                       |
| "1+1=0" feat. Dean                                                      | 2017                   | ASA                    | ASA                    | Walkin'                       |
| Colaborações                                                            |                        |                        |                        |                               |
| "2013~Forever" (2013~영원히) with KittiB                                | 2016                   | —                      | —                      | Melody To Masterpiece         |
| "The Way Home" (집으로) with Im Se-jun, Park Bo-ram & Yu Sung-eu        | 2016                   | —                      | —                      | Melody To Masterpiece         |
| "I Love You, Be Happy" (사랑해 행복해) with KCM & Yu Sung-eun           | 2016                   | —                      | —                      | Melody To Masterpiece         |
| "I'm Sorry" (미안합니다) with Jhameel Kim                               | 2016                   | —                      | —                      | Melody To Masterpiece         |
| Como artista em destaque                                                |                        |                        |                        |                               |
| "Mannequin"(마네퀸) Primary feat. Beenzino & Suran                      | 2015                   | 11                     | - KOR: 216,611+        | Non-album singles             |
| "Pride and Prejudice" (오만과 편견) Zico feat. Suran                    | 2015                   | 14                     | - KOR: 187,121+        | Non-album singles             |
| "And" (끝) Xitsuh feat. Suran                                           | 2016                   | 61                     | - KOR: 73,970+         | Show Me the Money 5           |
| "Beside Me" Code Kunst feat. BewhY, YDG & Suran                         | 2016                   | 92                     | - KOR: 21,264+         | Non-album singles             |
| "3AM" (밤에 들어줘) Kiggen feat. Suran & Hanhae                         | 2016                   | —                      | - KOR: 14,338+         | Non-album singles             |
| "No Thnx" Yuk Ji-dam feat. Suran & Dean                                 | 2016                   | 83                     | - KOR: 22,899+         | Unpretty Rapstar 3            |
| "Voice" Tak feat. Suran                                                 | 2016                   | —                      | —                      | Non-album singles             |
| "Love Is a Dog From Hell" (사랑은 지옥에서 온 개) Mad Clown feat. Suran | 2016                   | 17                     | - KOR: 137,618+        | Non-album singles             |
| Aparições em Trilha sonora                                              |                        |                        |                        |                               |
| "To Your Dream" (너의 꿈에)                                             | 2016                   | —                      | —                      | Entertainer OST               |
| "Step Step"                                                             | 2016                   | 90                     | - KOR: 88,559+         | Jealousy Incarnate OST        |
| "Heartbeat"                                                             | 2017                   | —                      | —                      | Strong Woman Do Bong-soon OST |
| "Winter Tree" (바람이 차갑네요)                                         | 2017                   | —                      | Defendant OST          |                               |
| "Still Breathe"                                                         | 2017                   | —                      | Cross Country OST      |                               |
| "Cross Country" with Ha:tfelt and Kim Bo-hyung                          | 2017                   | —                      | Cross Country OST      |                               |
| "—" denotes releases that did not chart.                                |                        |                        |                        |                               |